# Kup maršala Tita 1986./87.
Kup maršala Tita 1986./87., također poznat kao Kup Jugoslavije u nogometu 1986./87., bila je trideset i deveta sezona Kupa Jugoslavije u nogometu nakon Drugog svjetskog rata.

U natjecanju je sudjelovalo tisuće timova: iz republičkih kupova plasirao se 14 momčadi koje su se pridružile 18 prvoligaškim klubovima u nacionalnom kupu kojim upravlja FSJ. Započeo je 13. kolovoza 1986., a završio 9. svibnja 1987.
Ovo je bilo prvo izdanje u kojem su se osmina finala, četvrtfinale i polufinale igrali dvaput; nadalje FSJ je odlučio da će se finale uvijek igrati kao jedna utakmica u Beogradu.
Trofej je osvojio splitski Hajduk koji je u finalu svladao Rijeku u Jadranskom derbiju. Splićanima je to bio osmi naslov u ovom natjecanju.

Zahvaljujući uspjehu, Hajduk je ostvario plasman u Kup pobjednika kupova 1987./88.
Partizan i Vardar, dvije momčadi koje su se borile za sporno prvenstvo 1986./87., ispale su u prvom kolu.

## Sudionici
18 sudionika Prve savezne lige 1985./86. kvalificiralo se direktno. Ostalih 14 ekipa (u žutom) plasirale su se kroz republičke kupove.
| rang         | Slovenija | Hrvatska                                                           | Bosna i Hercegovina                                                    | Srbija                | Srbija                                    | Srbija              | Crna Gora                              | Makedonija       |
| rang         | Slovenija | Hrvatska                                                           | Bosna i Hercegovina                                                    | Vojvodina             | Središnja Srbija                          | Kosovo              | Crna Gora                              | Makedonija       |
| ------------ | --------- | ------------------------------------------------------------------ | ---------------------------------------------------------------------- | --------------------- | ----------------------------------------- | ------------------- | -------------------------------------- | ---------------- |
| 1. rang      |           | - Dinamo Vinkovci - Dinamo Zagreb - Hajduk Split - Osijek - Rijeka | - Čelik Zenica - Sarajevo - Sloboda Tuzla - Velež Mostar - Željezničar | - Spartak Subotica    | - Crvena zvezda - Partizan - Radnički Niš | - Priština          | - Budućnost Titograd - Sutjeska Nikšić | - Vardar Skoplje |
| 2. rang      | - Maribor |                                                                    |                                                                        | - Kikinda - Vojvodina | - OFK Beograd - Radnički Kragujevac       | - Vlaznimi Đakovica |                                        | - Pobeda Prilep  |
| 3. rang      |           | - Belišće - Karlovac - Neretva Metković                            | - Budućnost Banovići                                                   |                       | - Crvena zastava Kragujevac               |                     | - Tekstilac Bijelo Polje               |                  |
| Niži rangovi |           |                                                                    | - Berek Prijedor                                                       |                       |                                           |                     |                                        |                  |

## Šesnaestina završnice
| Domaći sastav               |   | Gostujući sastav       | Rezultat 13. kolovoza 1986. |
| --------------------------- | - | ---------------------- | --------------------------- |
| Tekstilac (Bijelo Polje)    | – | Hajduk (Split)         | 0:7                         |
| NK Rijeka (Rijeka)          | – | Vlaznimi (Đakovica)    | 2:0                         |
| Crvena zvezda (Beograd)     | – | OFK Beograd (Beograd)  | 1:1 (11:10 pen.)            |
| Neretva (Metković)          | – | Budućnost (Titograd)   | 0:1                         |
| Spartak (Subotica)          | – | Dinamo (Vinkovci)      | 1:1 (3:1 pen.)              |
| Željezničar (Sarajevo)      | – | Radnički (Niš)         | 2:2 (5:3 pen.)              |
| NK Osijek (Osijek)          | – | Pobeda (Prilep)        | 7:0                         |
| Radnički (Kragujevac)       | – | Partizan (Beograd)     | 3:2                         |
| Budućnost (Banovići)        | – | Dinamo (Zagreb)        | 0:0 (3:2 pen.)              |
| Crvena zastava (Kragujevac) | – | FK Sarajevo (Sarajevo) | 1:1 (4:2 pen.)              |
| OFK Berek (Prijedor)        | – | Sloboda (Tuzla)        | 2:3                         |
| OFK Kikinda (Kikinda)       | – | Velež (Mostar)         | 0:1                         |
| NK Belišće (Belišće)        | – | Sutjeska (Nikšić)      | 1:2                         |
| NK Maribor (Maribor)        | – | Vardar (Skoplje)       | 3:0                         |
| Vojvodina (Novi Sad)        | – | Čelik (Zenica)         | 3:0                         |
| NK Karlovac (Karlovac)      | – | FK Priština (Priština) | 1:0                         |

## Osmina završnice
| Prva momčad             | Ukupno | Druga momčad                | 1. utakmica 27. kolovoza 1986. | 2. utakmica 9. rujna 1986. |
| ----------------------- | ------ | --------------------------- | ------------------------------ | -------------------------- |
| Hajduk (Split)          | 5:3    | Budućnost (Banovići)        | 4:1                            | 1:2                        |
| NK Rijeka (Rijeka)      | 6:1    | Crvena zastava (Kragujevac) | 5:0                            | 1:1                        |
| Crvena zvezda (Beograd) | 2:0    | Sloboda (Tuzla)             | 1:0                            | 1:0                        |
| Budućnost (Titograd)    | 4:3    | Velež (Mostar)              | 2:3                            | 2:0                        |
| Spartak (Subotica)      | 3:2    | Sutjeska (Nikšić)           | 2:0                            | 1:2                        |
| NK Maribor (Maribor)    | 1:5    | Željezničar (Sarajevo)      | 0:0                            | 1:5                        |
| Vojvodina (Novi Sad)    | 2:4    | NK Osijek (Osijek)          | 1:2                            | 1:2                        |
| Radnički (Kragujevac)   | 4:1    | NK Karlovac (Karlovac)      | 3:0                            | 1:1                        |

## Četvrtzavršnica
| Prva momčad             | Ukupno         | Druga momčad          | 1. utakmica 8. listopada 1986. | 2. utakmica 19. studenog 1986. |
| ----------------------- | -------------- | --------------------- | ------------------------------ | ------------------------------ |
| Hajduk (Split)          | 5:3            | Spartak (Subotica)    | 3:2                            | 2:1                            |
| Željezničar (Sarajevo)  | 0:0 (2:4 pen.) | NK Rijeka (Rijeka)    | 0:0                            | 0:0                            |
| Crvena zvezda (Beograd) | 4:0            | NK Osijek (Osijek)    | 1:0                            | 3:0                            |
| Budućnost (Titograd)    | 4:1            | Radnički (Kragujevac) | 4:0                            | 0:1                            |

## Poluzavršnica
| Prva momčad        | Ukupno         | Druga momčad            | 1. utakmica 11. ožujka 1987. | 2. utakmica 1. travnja 1987. |
| ------------------ | -------------- | ----------------------- | ---------------------------- | ---------------------------- |
| Hajduk (Split)     | 2:2 (6:5 pen.) | Crvena zvezda (Beograd) | 1:2                          | 1:0                          |
| NK Rijeka (Rijeka) | 3:2            | Budućnost (Titograd)    | 2:1                          | 1:1                          |

## Završnica

### Susret
| 9. svibnja 1987. |             |                |                                                                              |
| Hajduk Split     | 1:1 (pr.)   | Rijeka         | Stadion JNA, Beograd Broj gledatelja: 40.000 Sudac: Zoran Petrović (Beograd) |
| Asanović 43'     | (izvještaj) | 85' Radmanović | Stadion JNA, Beograd Broj gledatelja: 40.000 Sudac: Zoran Petrović (Beograd) |

|                                                                                           |     | jedanaesterci                                                                                   |  |  |
| Asanović Čelić Andrijašević Tipurić Setinov Dražić Bursać Deverić Jarni Adamović Varvodić | 9:8 | Mladenović Radmanović Valenčić Janković Škerjanc Sredojević Ravnić Jelavić Kotur Rubčić Paliska |  |  |
|                                                                                           |     |                                                                                                 |  |  |

| Hajduk | Rijeka |

|               |    |                      |      |
|               |    |                      |      |
| G             | 1  | Mladen Pralija       | 119' |
| B             | 2  | Robert Jarni         |      |
| B             | 3  | Darko Dražić         |      |
| V             | 4  | Stjepan Andrijašević |      |
| B             | 5  | Dragi Setinov        |      |
| B             | 6  | Jerko Tipurić        |      |
| N             | 7  | Stjepan Deverić      |      |
| V             | 8  | Dragutin Čelić       |      |
| N             | 9  | Miloš Bursać         |      |
| V             | 10 | Aljoša Asanović      |      |
| V             | 11 | Frane Bućan          | 103' |
| Izmjene:      |    |                      |      |
| G             | 12 | Zoran Varvodić       | 119' |
| N             | 16 | Zdenko Adamović      | 103' |
| V             |    | Ive Jerolimov        |      |
| Trener:       |    |                      |      |
| Josip Skoblar |    |                      |      |

|                  |    |                   |     |
|                  |    |                   |     |
| G                | 1  | Mauro Ravnić      |     |
| B                | 2  | Igor Jelavić      |     |
| B                | 3  | Robert Rubčić     |     |
| V                | 4  | Vlado Kotur       |     |
| B                | 5  | Roberto Paliska   |     |
| B                | 6  | Borče Sredojević  |     |
| N                | 7  | Janko Janković    |     |
| V                | 10 | Mladen Mladenović |     |
| V                |    | Davor Radmanović  |     |
| N                |    | Danko Matrljan    | 46' |
| N                |    | Zoran Vujčić      | 76' |
| Izmjene:         |    |                   |     |
| V                | 13 | Zoran Škerjanc    | 46' |
| V                | 14 | Predrag Valenčić  | 76' |
| Trener:          |    |                   |     |
| Mladen Vranković |    |                   |     |

## Poveznice
- Prva savezna liga 1986./87.
- Druga savezna liga 1986./87.
- 3. ligaški rang 1986./87.

## Vanjske poveznice
- RSSSF
- Jugoslavija - Detalji finala Kupa 1947.-2001
- exyufudbal.in.rs
- lavkup.com
- bihsoccer.com